# 曼徹斯特輕鐵

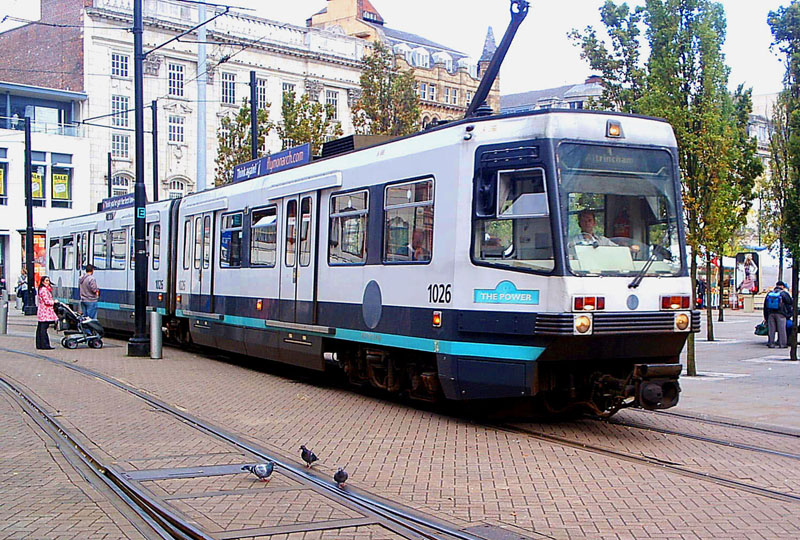
在曼徹斯特市中心的第一代列車，現已退役

曼徹斯特輕鐵（英語：Manchester Metrolink）為英國大曼徹斯特郡的輕軌電車系統，擁有8條路線。所有路線均由曼徹斯特市中心為中心放射開去，分別通往奧爾特靈厄姆、阿什頓安德萊恩、伯里、迪兹伯里、埃克爾斯、曼徹斯特機場和羅奇代爾。該輕鐵系統由大曼徹斯特郡交通局擁有，並外判給巴黎大眾運輸公司營運。輕鐵系統全長64英里（103），共有99個車站，是全英國中最大型的輕軌系統。在2022/23年度共錄得3千6百萬人次乘搭該輕軌系統。

## 歷史

### 前身
曼徹斯特的第一個電車時代始於 1877 年，曼徹斯特郊區有軌電車公司推出了第一輛馬拉電車。 1901 年曼徹斯特的電車系統引入電力牽引，曼徹斯特市政公司有軌電車在全市範圍內擴展。1930 年，曼徹斯特有軌電車網絡的路線總長度已發展到 262 公里，成為英國第三大有軌電車系統。 第二次世界大戰後，作為更便宜的交通選擇，電動無軌電車和巴士開始受到當地政府的青睞，到 1949 年，曼徹斯特最後一條有軌電車線路被關閉。 無軌電車於 1966 年停止服務。

### 起源
曼徹斯特的主要火車站皮卡迪利站和維多利亞站建於1840 年代，而兩者均位於曼徹斯特市中心以外的外圍地區，一南一北，除了導致中央商業區沒有鐵路連接，亦使大曼徹斯特的鐵路網絡歷來遭受南北連接不良的困擾。多年來，幾個連接曼徹斯特上述兩座火車站的計劃均未成功實踐。1960 年代，曼徹斯特進行了交通設計研究，以解決日益嚴重的交通擁堵問題。曼徹斯特評估了許多城市公共運輸方案，包括幾種類型的單軌系統和地鐵式系統。
雖然單軌鐵路計劃全部被放棄，但建立連接隧道的計劃仍被持續推動。 SELNEC 客運執行局（該機構成立於 1969 年，旨在改善曼徹斯特及其周邊城市的公共交通）推動了「皮卡迪利-維多利亞隧道」計畫。 該計畫提議透過市中心下方的隧道連接皮卡迪利站和維多利亞站，使火車服務能夠穿越曼徹斯特市中心。大曼徹斯特郡議會繼承了該項目，並於1974年將其提交給英國政府，但該議會未能獲得必要的資金，該項目於1977年被放棄。
SELNEC 的繼承者大曼徹斯特客運管理局繼續研究可能的鐵路連接解決方案。1980 年代初，輕軌開始被視為一種具成本效益的選擇，因為它可以利用既有鐵路線，並可在街道層面穿過市中心，從而避免昂貴的隧道工程。由英國鐵路公司、郡議會和管理局官員組成的鐵路研究小組於 1984 年正式批准了輕軌項目計劃。 最初的概念以北美和歐洲大陸的輕鐵系統為基礎，闡述了一個輕鐵網絡草案，由三條總共長 100 公里的線路組成：
- 奧爾特靈厄姆 - 哈德菲爾德（Hadfield）/ 格洛索普、
- 伯里 - 馬普爾（Marple）/ 玫塊山、和
- 羅奇代爾 - 東迪茲伯里 （Didsbury）。

為了推廣該計劃，管理局於 1987 年 3 月使用碼頭區輕鐵 P86 列車在 Debdale 公園附近的貨運線路上舉行了公開概念驗證演示。 輕軌計畫提案已提交給英國政府尋求納稅人資助。 在 1984 年和 1987 年路線修改後，輕軌計畫獲得批准。 由於中央政府對創新交通項目的財政支持有限，英國財政部提供資金時嚴格要求該系統分階段建設。 額外的公帑來自歐洲區域發展基金和銀行貸款。

### 建造
1988 年，英國國會通過大曼徹斯特（輕軌系統）法案和 1988 年大曼徹斯特（輕軌系統）（第 2 號）法案，批准輕鐵第一期工程。

輕鐵網絡落成階段 1992–2020
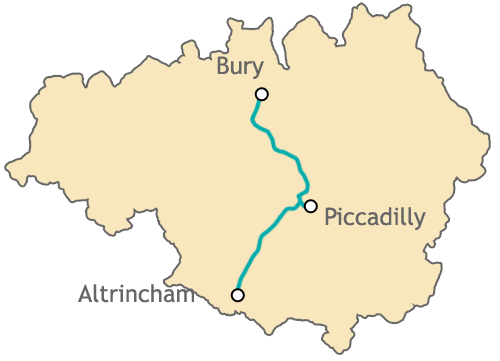
首期路網 (1992)
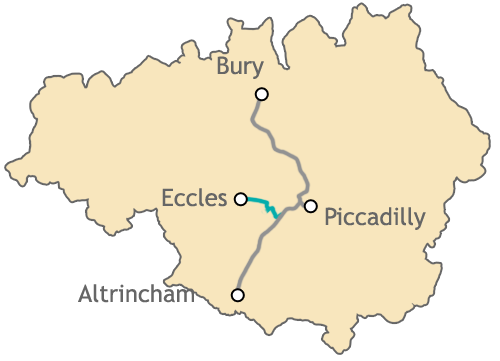
第2期新增路線 (1999–2000)
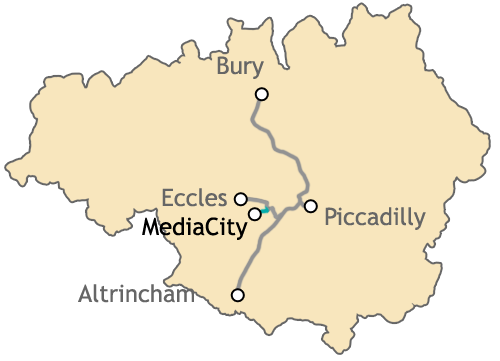
英國媒體城支線 (2010)
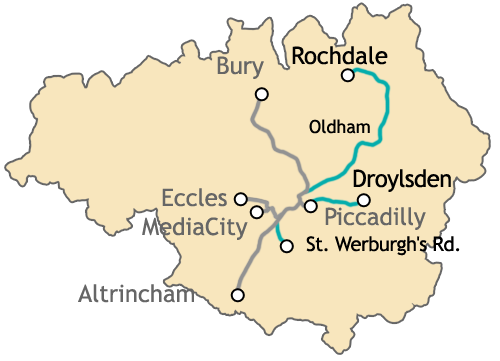
第3a期新增路線 (2009–13)
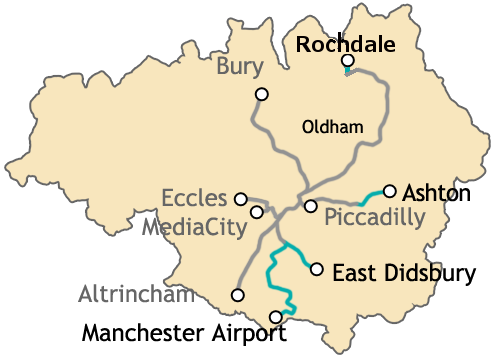
第3b期新增路線 (2013–14)
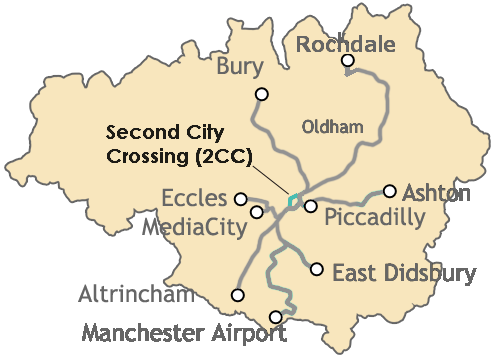
第二跨城線 (2017)
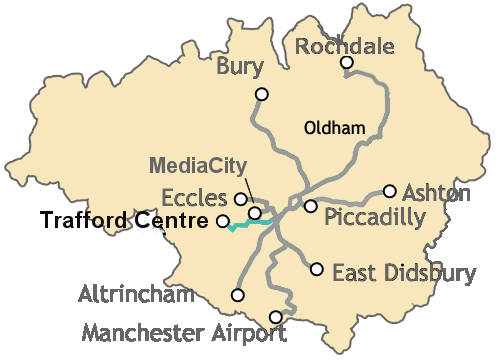
特拉福德工業園線 (2020)

#### 第一期：伯里、奧爾特靈厄姆至曼徹斯特市中心
第一期建造工程於1991年7月開始，涉及將兩條郊區重軌線轉變為輕軌——北部的伯里-維多利亞線（前身屬東蘭開夏郡鐵路）和南部的奧爾特靈厄姆-皮卡迪利線（前身屬曼徹斯特、南樞紐及奧爾特靈厄姆鐵路），以及於市中心的街道鋪設電車軌以連接兩者。該段連絡軌道長 3.1 公里，從維多利亞車站出發，經市場街到達大曼徹斯特展覽中心（英文簡稱為G-Mex），並有一條 0.64 公里的分支通往皮卡迪利站。這段路線現在被稱為第一跨城線。
首期輕鐵系統長度為 30.9 公里，並由 26 輛 安薩爾多 T-68 輕鐵車輛組成的車隊來營運。 首期工程總共耗資 1.45 億英鎊（1992年，相當於 2021 年的 3.19 億英鎊）。
輕鐵最初計劃於 1991 年 9 月開通，但直到 1992 年才開始提供服務，當時伯里線於 4 月 6 日開通，最遠可達維多利亞站。 同年 4 月27 日，輕鐵首度在街道上運行，於維多利亞和G-Mex（現為丁斯蓋特-卡斯爾菲爾德站）之間行走，奧爾特靈厄姆線於 6 月15 日開通，通往皮卡迪利站的支線則於 7 月20 日開通。 1992 年 7 月 17 日，伊莉莎白二世女王主持了曼徹斯特輕鐵的開通儀式。
最初，首期網絡中的市場街站只有一個月台，僅供前往伯里的北行電車使用。不遠處的高街站則只供南行電車使用。 1996年曼徹斯特爆炸案後，市場街成為步行街時，高街站關閉，市場街站則被重建為島式月台，以處理雙向的電車。 重建後的市場街站於 1998 年 8 月 10 日啟用。自此曼徹斯特輕鐵只剩下莫斯利街（Mosley Street）站為單邊電車站，該站僅供南行列車停靠。
2003年3月31日，舒德希爾（Shudehill）站啟用。

#### 第2期：西延至索爾福德碼頭區、埃克爾斯（Eccles）
1990年代，索爾福德碼頭區被重新發展作商業、休閒、文化及旅遊的商業區。區內設有高密度的商業單位、現代化住宅、戲院、商鋪及河畔長廊。由於當地的公共交通連繫較差，附近亦沒有鐵路車站，所以早在 1986 年，索爾福德碼頭區就被指定為輕鐵的潛在服務地區，並於 1990 年獲得了建設輕鐵至碼頭區的法律授權。 1995 年秋，一條長 6.4 公里、從康布魯克（Cornbrook）站分支，向西經索爾福德碼頭區至埃克爾斯的輕鐵延線（即埃克爾斯線），被確立成為輕鐵第二階段。 。1997年7月17日第2期工程正式展開。埃克爾斯線全長 6.4 公里，將輕鐵路線總長度增加到 39 公里。延伸工程於 1997-99 年建造，耗資 1.6 億英鎊（相當於 2021 年的 2.87 億英鎊），由大曼徹斯特客運管理局、歐洲區域發展基金和私人開發商資助。 輕鐵車隊亦因埃克爾斯線新增六輛安薩爾多 T-68 A 有軌電車。該線於 1999 年 12 月 6 日由時任英國首相貝理雅揭幕，但當時輕鐵需暫時以大道（Broadway）站為總站，直到西段街道運行部分的工程完成為止。 2000年7月21日，埃克爾斯線延伸至埃克爾斯，自此全線通車。2001 年 1 月 9 日，安妮長公主主持埃克爾斯線全線的開通儀式。
埃克爾斯線規劃時，就曾有於索爾福德碼頭區興建支線的計劃，以服務當時正籌備興建的洛瑞（Lowry）藝術中心。後來該支線計劃由英國媒體城支線計劃繼承。英國媒體城支線長 360 米，其工程由西北地區發展局單獨資助。該支線於2010年9月20日開始營運。
英國媒體城支線開通時，由泰雷茲集團設計、價值 2,200 萬英鎊的新數碼信號和控制系統（稱為有軌電車管理系統）出現幾次故障，導致該線列車服務出現混亂。隨後該系統在 2010 年9 月至 2011 年2 月期間出現了 24 次服務延誤。這亦導致後來輕鐵第3a期各條路線的開通時間均較預期延遲了幾個月。

#### 第3期

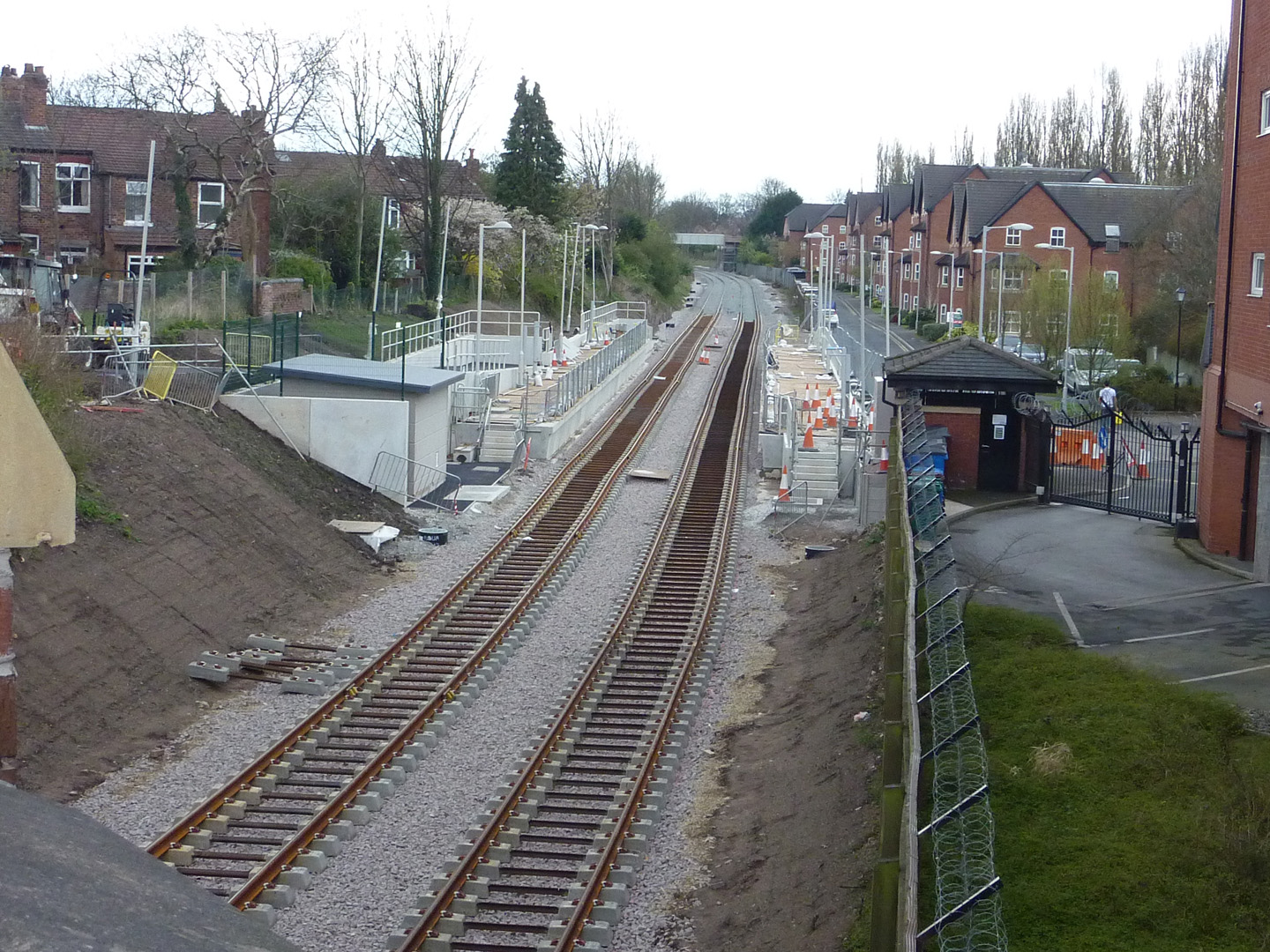
第3期的南曼徹斯特線使用了通往迪茲伯里的一段廢線鐵路道床

綽號「大爆炸」（Big Bang）的第三期擴建項目是由大曼徹斯特客運管理局（GMPTE）和大曼徹斯特區政協會（AGMA）於 2000 年代初期推動的。該項目包括 4 條新線路：
- 奧爾德姆和羅奇代爾線、
- 東曼徹斯特線（往曼徹斯特東部及阿什頓安德萊恩）、
- 南曼徹斯特線（往迪茲伯里）、和
- 機場線（往威森肖及曼徹斯特機場）。

四線工程預計總耗資4.89 億英鎊（相當於 2023 年的8.76 億英鎊）。預計成本後來於 2002 年修訂為 8.2 億英鎊（相當於 2023 年為 14.19 億英鎊），[38] 這意味著中央政府需出資至少 5.2 億英鎊。[56] 由於預計成本將進一步上升，[64] 2004 年7 月 20 日，時任運輸大臣戴理德宣布，由於成本過高，英國政府已撤回對輕鐵第三期工程的資助。曼徹斯特晚報隨即發起「重回正軌」（Back On Track）行動，並和代表大曼徹斯特的下議會議員合力遊說政府恢復資助。與運輸部談判後，時任下議會議員道格拉斯·亞歷山大於2006年7月6日宣佈政府將恢復資助，但第三期工程需作出修改，並被分為兩部分：3a（由政府全數投資）和3b（需以其他方式集資）。  由於未能透過大曼徹斯特交通創新基金以及2008 年提議設立的交通擁堵費籌集資金，第3b 階段被推遲，其所需資金亦要改為透過市政稅、政府補助、輕鐵票務收入、政府捐款、曼徹斯特機場集團和其他機構注資籌得。作為第三階段的一部分，原來的藍色 T-68 電車也被逐步淘汰，並被新的龐巴迪 M5000 有軌電車車隊取代，新電車於 2009 年 12 月投入使用。
為了解決 M5000 電車沒有可伸縮梯級所帶來的技術問題，2009 年市中心軌道升級工程完成後，除了莫斯利街站外，市區所有位於街道上的輕鐵站均被重建至全月台高度，以消除對伸縮梯級的需求。 新月台還可以容納雙倍長度的列車。
曼徹斯特輕鐵為莫斯利街站的未來進行了審查，結果發現該站可能會在增加額外班次時，導致皮卡迪利三角交匯處出現列車擁堵。 該報告還指出，該站位置周圍的嚴格限制意味著按照新規格重建月台，將影響人流和鄰近零售店的通行。
由於莫斯利街站緊鄰另外兩個輕鐵站：皮卡迪利花園站（相距僅 160 米）和市場街站，月台升級的費用被認為在經濟或營運上不合理。 因此當局於 2010 年 2 月決定關閉該站。
莫斯利街電車站於 2013 年 5 月 18 日關閉，最後一班開往奧爾特靈厄姆的電車於 00:51 於該站發車。

##### 第3a期：奧爾德姆及羅奇代爾、南曼徹斯特及東曼徹斯特線
第3a 階段包括：
- 改建長 23 公里、屬重軌的奧爾德姆環線（維多利亞站至羅奇代爾，經奧爾德姆）、
- 建造一條新的 2.7 公里長的南曼徹斯特線，從特拉福德巴爾（Trafford Bar）到查爾頓-哈迪（Chorlton-cum-Hardy）的聖沃伯格路（該段路線前身為柴郡線委員會鐵路的廢止路段）、以及
- 修建一條長 6.4 公里、從皮卡迪利到德羅伊爾斯登（Droylsden）的新鐵路（東曼徹斯特線）。[35][52]

奧爾德姆及羅奇代爾線、南曼徹斯特線由政府一次性撥款 2.44 億英鎊資助。興建東曼徹斯特線的資金則來自大曼徹斯特客運管理局的借款。該借款會透過使用輕鐵的票務收入在 30 年內償還。
奧爾德姆環線於 2009 年10 月3 日關閉，以便將該線路從重軌改建為輕鐵規格。 奧爾德姆環線改建後，沿線得以增加新的車站，包括蒙索爾（Monsall）、南查德頓（Chadderton）和紐博爾德（Newbold）站；國王道商業園站則於 2011 年 7 月在規劃後期獲准興建。
南曼徹斯特線（至聖沃伯格路站）於2011年7月7日通車。
奧爾德姆及羅奇代爾線曼徹斯特至中央公園、中央公園至奧爾德姆姆普斯（Oldham Mumps）段原本分別預計於2011年春及秋季通車，但因為有軌電車管理系統的問題，上述兩段最終於2012年6月13日同步通車。該線隨後於2012年12月6日延伸至肖及克朗普頓（Shaw and Crompton）站。
曼徹斯特輕鐵原本預計於2012年春季擴展服務至羅奇代爾和德羅伊爾斯登，但兩者均因為有軌電車管理系統的運作問題而出現延誤。最終東曼徹斯特線（至德羅伊爾斯登站）於2013年2月8日開放予當地居民試乘，並於同月13日通車。奧爾德姆及羅奇代爾線則於2013年2月28日延伸至羅奇代爾站，標誌著輕鐵第3a期全線通車。

##### 第3b期：阿什頓安德萊恩、東迪茲伯里及曼徹斯特機場
第3b階段包括將東曼徹斯特線從德羅伊爾斯登延伸 3.4 公里至阿什頓安德萊恩；將南曼徹斯特線從聖沃伯格路站延伸 4.3 公里至東迪茲伯里；以及新建一條 14 公里長的機場線，從聖沃伯格路的交叉路口通往曼徹斯特機場。另外，奧爾德姆及羅奇代爾線原有的奧爾德姆姆普斯站和羅奇代爾鐵路站均分別距離奧爾德姆和羅奇代爾鎮中心較遠，使輕鐵無法有效服務該兩個鎮的中心地帶。因此，第3b 階段還落實了 1983 年首次制定的長期計劃，將奧爾德姆及羅奇代爾線改道，使其得以通過奧爾德姆鎮中心的街道；並透過穿越羅奇代爾鎮中心的街道，將該線延伸至羅奇代爾鎮中心。
2011年3月，第3b期工程動工。
南曼徹斯特線聖沃伯格路站至東迪茲伯里段（全長 4.3 公里）於 2013 年 5 月 23 日開通，比原計劃提前了三個月。東曼徹斯特線則於 2013 年10 月9 日延伸 3.4 公里至阿什頓安德萊恩，使系統總長度達到 76.8 公里。奧爾德姆和羅奇代爾線改道工程則於2014 年1 月27 日完成，使輕鐵得以服務奧爾德姆鎮中心。2014 年 3 月31 日，該線從羅奇代爾火車站經過街道延伸至羅奇代爾鎮中心，使系統長度總達到 78.1 公里。
2014年11月3日，聖沃伯格路站至曼徹斯特機場段（即機場線）投入服務，較預期提早一年通車，其總造價為 3.68 億英鎊。這標誌輕鐵第3b期全線通車。

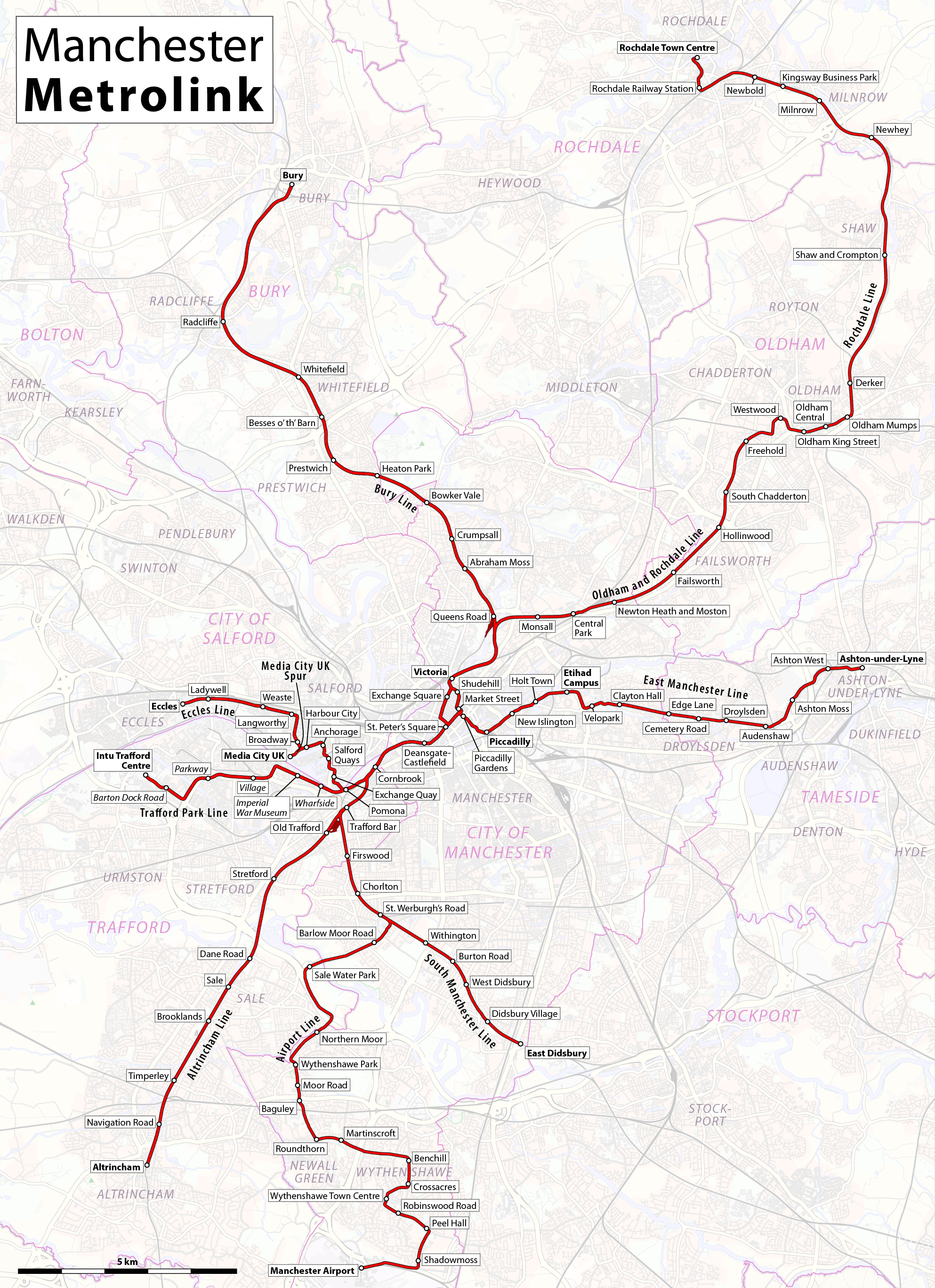
曼徹斯特輕鐵目前網絡

#### 第二跨城線
第二跨城線是第二條穿越曼徹斯特市中心的輕鐵路線，於 2017 年開通。它全長 1.3 公里，始於聖彼得廣場電車站，並向西北分支，沿著公主街和阿爾伯特廣場行駛，然後向東北沿著十字街和公司街前進，最後在維多利亞站前重新匯入原來的輕鐵線。 新路線只有一站，即交易廣場電車站。
在輕鐵系統即將因為第3期工程完成而擴展時，第二跨城線於 2011 年首次提出，作為提高運輸能力、靈活性和可靠性的一種手段。根據 1992 年《運輸和工程法》提交規劃文件，並在 2013 年進行公開調查後， 第二跨城線於同年 10 月8 日獲時任運輸大臣派屈克·麥克洛林的批准，並於同月28日由大曼徹斯特聯合管理局簽署。
在大曼徹斯特交通基金的資助下，交易廣場站於 2014 年初開始動工，並於 2014 年 11 月下旬鋪設了第二跨城線的第一條軌道。作為該計畫的一部分，曼徹斯特聖彼得廣場內的設施被重新佈置，和平紀念碑也被遷移，以容納擴展的軌道交匯處。新路線的北段：交易廣場站和維多利亞站之間 500 米長的軌道於 2015 年 12 月 6 日投入運營，肖及克朗普頓站至交易廣場站的服務得以展開。2016 年 12 月 1 日，輕鐵首度於全線試運行。2017 年 2 月 26 日，全線開通，載客列車開始使用該線全段。

#### 特拉福德工業園線
2014 年 7 月至 9 月期間，大曼徹斯特交通局就修建特拉福德工業園線進行了公眾諮詢。2014 年 11 月，該機構根據 1992 年《運輸和工程法》申請了建設和運營該線路的權力。2016年10月，交通大臣授予修建該線路的權力。2017年1月開工。
最後一段軌道於 2019 年 11 月鋪設，並於不久後進入電車測試階段。 該線於 2020 年 3 月22 日開通，比原計劃提前了八個月。

## 目前網絡

### 路線及車站
| 顏色 | 路線                                | 營運時間                                                              | 沿線車站 |
| ---- | ----------------------------------- | --------------------------------------------------------------------- | --- |
|      | 奧爾特靈厄姆 – 皮卡迪利             | 週一至四 06:00–23:30、週五至六 06:00–00:30 週日及銀行假日 07:00–22:30 | 奧爾特靈厄姆 、導航路（Navigation Road）、廷珀利（Timperley）、布魯克蘭茲（Brooklands）、瑟爾（Sale）、戴恩路（Dane Road）、斯特雷特福德、老特拉福德、特拉福德巴爾（Trafford Bar）、康布魯克（Cornbrook）、丁斯蓋特-卡素菲爾德（ 丁斯蓋特）、聖彼得廣場、皮卡迪利花園 、皮卡迪利 |
|      | 阿什頓安德萊恩 – 埃克爾斯（Eccles） | 同上                                                                  | 阿什頓安德萊恩 ( 阿什頓安德萊恩)、阿什頓西、阿什頓莫斯、奧登肖、德羅伊爾斯登、墳墓路、邊里（Edge Lane）、克萊頓廳、自由車館公園（Velopark）、阿提哈德校區（Etihad Campus）、霍爾特鎮（Holt Town）、新伊斯靈頓、皮卡迪利 、皮卡迪利花園 、聖彼得廣場、丁斯蓋特-卡素菲爾德（ 丁斯蓋特）、康布魯克（Cornbrook）、波莫納（Pomona）、交易碼頭、索爾福德碼頭、安克雷奇（Anchorage）、港灣城（Harbour City）、英國媒體城（僅於沒有阿提哈德校區 – 英國媒體城線服務時停靠此站）、大道（Broadway）、朗沃西（Langworthy）、韋斯特（Weaste）、萊迪韋爾（Ladywell）、埃克爾斯 ( 埃克爾斯) |
|      | 伯里 – 皮卡迪利                     | 同上                                                                  | 伯里 、拉德克利夫（Radcliffe）、白田（Whitefield）、貝塞斯歐斯巴恩（Besses o' th' Barn）、普雷斯特威奇（Prestwich）、希頓公園、鮑克維爾（Bowker Vale）、克倫普索爾（Crumpsall）、亞伯拉罕·莫斯（Abraham Moss）、女王路、維多利亞 、舒德希爾（Shudehill） 、市場街、皮卡迪利花園 、皮卡迪利 |
|      | 東迪茲伯里 – 羅奇代爾鎮中心         | 同上                                                                  | 東迪茲伯里( 東迪茲伯里)、迪茲伯里村、西迪茲伯里、伯頓路（Burton Road）、威辛頓（Withington）、聖沃伯格路（St Werburgh's Road）、喬爾頓（Chorlton）、樅林（Firswood）、特拉福德巴爾、康布魯克、丁斯蓋特-卡素菲爾德 ( 丁斯蓋特)、聖彼得廣場、交易廣場、維多利亞、蒙索爾（Monsall）、中央公園、牛頓希思和莫斯頓（Newton Heath and Moston）、法爾斯沃思（Failsworth）、霍林伍德（Hollinwood）、南查德頓（South Chadderton）、弗里霍爾德（Freehold）、西林（Westwood）、奧爾德姆國王街、奧爾德姆中央、奧爾德姆姆普斯（Oldham Mumps） 、德克（Derker）、肖及克朗普頓（Shaw and Crompton）、紐黑（Newhey）、米爾羅（Milnrow）、國王道商業園（Kingsway Business Park）、紐博德（Newbold）、羅奇代爾火車站 、羅奇代爾鎮中心 |
|      | 特拉福德中心 – 丁斯蓋特-卡素菲爾德  | 同上                                                                  | 特拉福德中心 、巴頓碼頭路（Barton Dock Road）、泊車道（Parkway）、村落（Village）、帝國戰爭博物館、碼頭邊（Wharfside）、波莫納、康布魯克、丁斯蓋特-卡素菲爾德 ( 丁斯蓋特) |
|      | 曼徹斯特機場 – 維多利亞             | 同上                                                                  | 曼徹斯特機場 、影苔（Shadowmoss）、皮爾廳（Peel Hall）、羅賓斯伍德路（Robinswood Road）、威森肖鎮中心 、克羅斯格斯（Crossacres）、班吉爾（Benchill）、馬丁斯克羅夫特（Martinscroft）、圓刺（Roundthorn）、白古利（Baguley）、沼原路（Moor Road）、威森肖公園、北沼原（Northern Moor）、瑟爾湖公園、巴勞沼原路（Barlow Moor Road）、聖沃伯格路、喬爾頓、樅林、特拉福德巴爾、康布魯克、丁斯蓋特-卡素菲爾德 ( 丁斯蓋特)、聖彼得廣場、市場街、舒德希爾 、維多利亞 |
|      | 奧爾特靈厄姆 – 伯里                 | 週一至五（銀行假日除外）07:15–19:30 及 週六 09:30–18:00               | 奧爾特靈厄姆 、導航路 、廷珀利、布魯克蘭茲、瑟爾、戴恩路、斯特雷特福德、老特拉福德、特拉福德巴爾、康布魯克、丁斯蓋特-卡素菲爾德（ 丁斯蓋特）、聖彼得廣場、市場街、舒德希爾 、維多利亞 、女王路、亞伯拉罕·莫斯、克倫普索爾、鮑克維爾、希頓公園、普雷斯特維奇、貝塞斯歐斯巴恩、白田、拉德克利夫、伯里 |
|      | 阿提哈德校區 – 英國媒體城           | 同上                                                                  | 阿提哈德校區、霍爾特鎮、新伊斯靈頓、皮卡迪利 、皮卡迪利花園 、聖彼得廣場、丁斯蓋特-卡素菲爾德（ 丁斯蓋特）、康布魯克、波莫納、交易碼頭、索爾福德碼頭、安克雷奇、港灣城、英國媒體城 |
|      | 東迪茲伯里 – 肖及克朗普頓           | 同上                                                                  | 東迪茲伯里（ 東迪茲伯里）、迪茲伯里村、西迪茲伯里、伯頓路、威辛頓、聖沃伯格路、喬爾頓、樅林、特拉福德巴爾、康布魯克、丁斯蓋特-卡素菲爾德 ( 丁斯蓋特)、聖彼得廣場、交易廣場、維多利亞、蒙索爾、中央公園、牛頓希思和莫斯頓、法爾斯沃思、霍林伍德、南查德頓、弗里霍爾德、西林、奧爾德姆國王街、奧爾德姆中央、奧爾德姆姆普斯 、德克、肖及克朗普頓 |

### 班次
上述所有路線的班次均為12分鐘一班車。因此在所有路線均有營運的時段：週一至五（銀行假日除外）07:15–19:30 及 週六 09:30–18:00，部分路段的班次由於路線重疊，所以會有至少6分鐘一班車。
在輕鐵第一期開通之前，大曼徹斯特客運管理局的最初構想是營運商從週一至週六早上6 點至午夜，每十分鐘提供一趟從伯里到皮卡迪利和奧爾特靈厄姆到皮卡迪利的服務。 該系統的原始營運商大曼徹斯特地鐵有限公司主張進行調整，理由是需要根據車輛運行時間和乘客需求提供高效且商業上可行的營運。 由於電力限制，服務模式被修改為全日12 分鐘一班，高峰時段加倍至6 分鐘一班，以形成「每小時有10輛輕鐵」從奧爾特靈厄姆 / 伯里前往曼徹斯特的服務模式。 營運商必須在至少 98% 的時間內提供這種級別的服務，否則將被處以罰款。 隨著系統的發展，這種六分鐘一班的服務模式已在網絡的其他部分採用。2009/2010 年冬季的大雪曾削弱輕鐵服務，營運商因未能執行寒冷天氣程序而受到批評。這促使營運商製定一項計劃來提高系統在冰凍條件下的可靠性和性能。2013 年 1 月降雪期間，營運商在夜間運行破冰車式車輛以提供標準服務。
2016 年 1 月，大曼徹斯特交通局在為第二跨城線通車（2017 年 7 月）後的輕鐵專營權進行招標時，就一項基準服務規範對投標人進行評級。 在基準服務模式中，再沒有指定「高峰」時段； 相反，從服務開始到晚上 8 點（週一至週五）/ 下午 6 點（週六）將提供「增強」服務； 在其餘時間則提供“核心”服務。 在「增強」服務模式中，曼城市中心來往肖及克朗普頓 / 奧爾德姆 / 伯里 / 阿什頓安特萊恩 / 奧爾特靈厄姆 / 曼徹斯特機場 / 東迪茲伯里站的列車為每 6 分鐘一班；來往羅奇代爾 / 埃克爾斯 / 英國媒體城的班次則是每 12 分鐘一班。 特拉福德工業園線開通後，前往特拉福德中心的列車會以 12 分鐘一班的頻率運行。 在「核心」服務模式中，所有線路將以 12 分鐘一班的頻率運行。

### 凌晨服務
曼徹斯特輕鐵曾於凌晨時分（服務時間為週一至六 03:00 - 06:00 、週日及銀行假日 03:00 - 07:00）提供來往曼徹斯特機場和丁斯蓋特-卡素菲爾德的服務，以服務機場工作人員及早機乘客。然而，該服務於2020年3月因新冠疫情而取消。截至2023年2月，該服務並沒有恢復的時間表。

### 新冠疫情 (COVID-19) 下的班次變更[109]
新冠肺炎大流行時，英國政府建議市民除非必要，不要進行任何旅行。由於大眾出行模式發生變化，營運商暫時減班，僅提供下列路線服務，各線每 20 分鐘一班：
- 奧爾特靈厄姆 - 皮卡迪利
- 阿什頓安特萊恩 - 埃克爾斯 （經英國媒體城）
- 伯里 - 皮卡迪利
- 東迪茲伯里 - 羅奇代爾鎮中心
- 特拉福德中心 - 丁斯蓋特-卡素菲爾德
- 曼徹斯特機場 - 維多利亞

2020 年 9 月，隨著越來越多的人重返工作和社交活動，上述路線於週一至週五加密至 10 分鐘一班，週末也有部分服務。 10 分鐘一班的班次也導致大多數列車使用兩節車廂：6 分鐘一班的服務於 2021 年 7 月 5 日重新推出，但由於大量員工必須自我隔離而於 2021 年 8 月暫時取消。 奧爾特靈厄姆至伯里的直達服務於 8 月 31 日（星期二）恢復，肖及克朗普頓至東迪茲伯里的服務於 2021 年 9 月 6 日（星期一）恢復。

## 列車

### 目前車隊
截至2022年，曼徹斯特輕鐵車隊擁有共147輛列車。
| 車型         | 相片 | 種類 | 最高速度 （公里/小時） | 長度（米） | 容量 | 容量 | 容量 | 列車數目  | 車隊編號                                  | 營運路線  | 建造年份  | 營運年份  |  |
| 車型         | 相片 | 種類 | 最高速度 （公里/小時） | 長度（米） | 座位 | 企位 | 總數 | 列車數目  | 車隊編號                                  | 營運路線  | 建造年份  | 營運年份  |  |
| ------------ | ---- | ---- | ---------------------- | ---------- | ---- | ---- | ---- | --------- | ----------------------------------------- | --------- | --------- | --------- |  |
| 龐巴迪 M5000 |      | 電車 | 80                     | 28.4       | 60   | 146  | 206  | 60        | 3001–3060                                 | 所有路線* | 2009–2016 | 2009–現今 |  |
| 龐巴迪 M5000 | 14   | 電車 | 80                     | 28.4       | 60   | 146  | 206  | 3061–3074 | 除奧爾特靈厄姆 - 老特拉福德線外的所有路線 |           | 2009–2016 | 2009–現今 |  |
| 龐巴迪 M5000 | 66   | 電車 | 80                     | 28.4       | 146  | 212  | 46   | 3075–3120 | 除奧爾特靈厄姆 - 老特拉福德線外的所有路線 |           | 2009–2016 | 2009–現今 |  |
| 龐巴迪 M5000 | 66   | 電車 | 80                     | 28.4       | 146  | 212  | 27   | 3121–3147 | 除奧爾特靈厄姆 - 老特拉福德線外的所有路線 | 2018–2022 | 2021–現今 |           |  |
| 總數         |      |      |                        |            |      |      |      | 147       | -                                         |           |           |           |  |

由於輕鐵規劃階段時低地板電車技術還處於起步階段，為了與繼承的前英國鐵路車站兼容，輕鐵採用高地板有軌電車，月台高度為900毫米，與幹線列車高度相同。
輕鐵列車可以單節或兩節行走，繁忙時間的班次則均使用兩節列車。

#### 歷史
2009 年 12 月，曼徹斯特輕鐵營運商接收了第一輛龐巴迪 M5000 電車。 最初訂購了八輛 M5000，由龐巴迪運輸公司和福斯羅·基普英國公司（Vossloh Kiepe）建造，以增加服務。它們是龐巴迪 Flexity Swift 系列輕軌車輛的一部分，其設計與科隆城鐵上使用的 K5000 車輛類似。
英國媒體城支線獲批准時，曼徹斯特政府訂購了四輛列車。為第三期擴建提供機車車輛並替換既有車隊，訂單陸續增加至94輛。2013 年12 月，政府又訂購了10 輛 M5000，為計劃於2020 年開通的特拉福德公園線提供有軌電車，同時支持英國媒體城和曼徹斯特市中心之間的服務，以及為其他服務增加容量。2014 年 9 月，政府又訂了 16 輛電車； 其中最後一輛於 2016 年 10 月交付，使列車數量達到 120 輛。
2018 年 7 月，曼徹斯特政府又增購了 27 輛電車以緩解過度擁擠的問題。該批電車從2020年11月開始交付，最後一輛電車於2022年10月交付。

### 昔日車隊
| 車型           | 相片 | 種類 | 最高時速 （公里/小時） | 長度 （米） | 容量 | 容量 | 容量 | 數量 | 車隊編號  | 服務路線                                            | 建造年份  | 服役年份  |
| 車型           | 相片 | 種類 | 最高時速 （公里/小時） | 長度 （米） | 座位 | 企位 | 總數 | 數量 | 車隊編號  | 服務路線                                            | 建造年份  | 服役年份  |
| -------------- | ---- | ---- | ---------------------- | ----------- | ---- | ---- | ---- | ---- | --------- | --------------------------------------------------- | --------- | --------- |
| 安薩爾多 T-68  |      | 電車 | 80                     | 29          | 86   | 122  | 208  | 26   | 1001–1026 | 伯里 - 奧爾特靈厄姆 / 皮卡迪利 (後來亦包括埃克爾斯) | 1991–1992 | 1992–2014 |
| 安薩爾多 T-68A |      | 電車 | 80                     | 29          | 86   | 122  | 208  | 6    | 2001–2006 | 埃爾克斯線                                          | 1999      | 1999–2014 |

為了展開營運，義大利安薩爾多製造的 26 輛 T-68 有軌電車車隊於 1992 年交付使用。 為了為埃克爾斯線提供額外的電車，1999 年政府購買了六輛改裝的 T-68A 有軌電車。T-68A 車輛以原始T-68 為基礎，但進行了修改，用點陣顯示器取代了目的地捲簾，以及可伸縮車鉤和有蓋轉向架（兩者均是列車在靠近汽車交通的街道上行駛時所需要的設備）。
早期的 T-68 車隊中的三架具有類似裝備，被稱為 T-68M。 在機械和電氣方面，T-68M 車輛本質上是 T-68，但對其煞車、後視鏡和限速器進行了修改，以適應埃克爾斯線。 最初，只有這些車輛被允許在埃克爾斯線上運行，但除3 輛（1018、1019、1020）外，整個車隊在2008 年至2012 年間根據名為T-68X 通用運行計劃的計劃進行了改裝，以實現通用運行。
事實證明，較新的 M5000 電車比 T-68/A 車隊可靠得多，T-68/A 車隊平均故障間隔為 8,000 公里，而 M5000 平均故障間隔為 32,000 公里。 這導致 2012 年決定停止整個T68/A車隊的服役並用 M5000 取而代之。 T-68和T-68A於2012年4月至2014年4月期間陸續退役。
1007 號和1023 號電車歸曼徹斯特交通博物館協會所有，該協會負責營運希頓公園有軌電車。1007 號電車仍存放在老特拉福德車庫，而1023 號電車則在克魯遺產中心展出。 當車庫擴建後，兩者都會搬到希頓公園。

### 三藩市電車

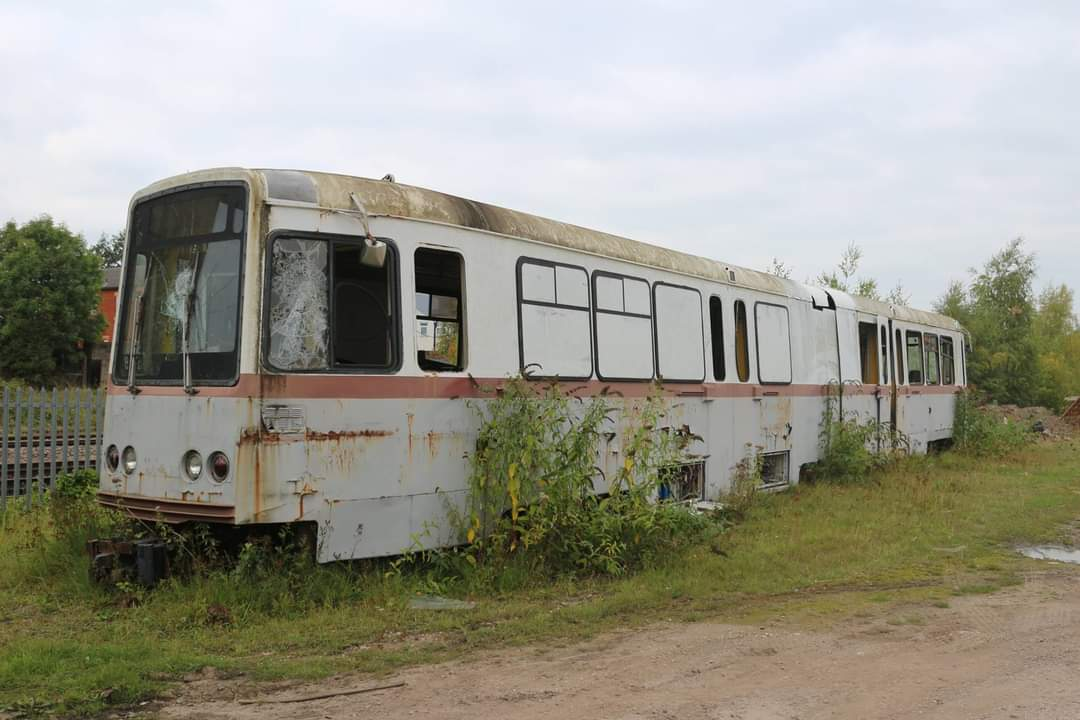
三藩市城市鐵路的波音 LRV 1226號電車

2002 年，曼徹斯特舉辦英聯邦運動會之前，為了滿足在賽事期間增加輕鐵運力的要求，營運商開始研究從三藩市城市鐵路購買多餘的二手波音 LRV車輛。營運商採購了兩輛列車用於測試，每輛的成本為 170 英鎊，但其運輸成本為 15,000 英鎊。 編號1226和1326的電車於2002年1月運往英國，其中1326輛被送往女王道站，1226輛被送往德比的一個研究中心進行安全評估。 1326 號列車由特殊用途車輛牽引，在女王道車廠和埃克爾斯之間往返進行測試，但遭遇了多次脫軌。 最終，該提案並沒有被採納，因為這些車輛被發現不適合在英國使用，而且不符合成本效益，後來兩者都被報廢。

## 設施

### 車站
截至 2023 年，曼徹斯特輕鐵共有 99 個電車站。輕鐵沒有使用全世界輕軌常用的低地板月台，是因為該系統繼承了以前英國鐵路重軌路線，而沿線車站均使用高地板月台，高 90 厘米。第一階段啟用的伯里線和奧爾特靈厄姆線的首通車站以前均是火車站，與英國鐵路時代相比幾乎沒有變化，因為可用資金只允許進行最低限度的改造升級。然而，當奧爾德姆和羅奇代爾線由鐵路改建時，所有以前的火車站都被完全重建。
一些車站，例如康布魯克站，是多線共享的，因此可以用作換乘站；其他車站，例如奧爾特靈厄姆換乘站或阿什頓安德萊恩站，是輕鐵、重軌和公車站整合的交通樞紐。
曼徹斯特輕鐵站均無人值守。 每個站都包含至少兩台自動售票機（波莫納站除外，只有一台）。 所有車站月台均安裝讀卡器，用於非接觸式即用即付、大曼徹斯特交通智慧卡和優惠通行證。 所有持卡人都必須在開始旅程之前在這些月台讀卡機上刷卡，並在最終目的地刷卡。 車站設有幫助/緊急呼叫點，以便乘客能夠透過語音與控制人員聯繫。 為了公共安全，每一站都有閉路電視監控，而且影像被連續記錄。 每個月台上都提供路線圖和一般資訊。每個車站至少有一個至少 2 米寬的高層月台，可透過坡道、樓梯、自動扶梯、電梯或其組合到達。  車站的候車亭和雨篷由德高集團提供，自動售票機由 Scheidt & Bachmann 提供。

### 供電系統
電車由 750 V 直流架空線路供電。 1992 年至 2007 年間，輕鐵系統的電力由營運商僅根據價格採購。2007 年，大曼徹斯特客運管理局更改了合約要求，以確保營運商在選擇能源供應商時將可持續電力考慮在內。2007 年 7 月，曼徹斯特輕鐵成為英國第一個完全由可持續能源供電的輕軌網路，電力完全源自水力發電。現在，輕鐵系統的能源是由生物質產生的。